# Terza ipotesi su un caso di perfetta strategia criminale
Terza ipotesi su un caso di perfetta strategia criminale è un film thriller del 1972, diretto da Joseph Warren (alias Giuseppe Vari).

## Trama
Un giovane e avventato fotografo coglie per caso l'omicidio d'un Procuratore della Repubblica: decide così di negoziare l'acquisto delle fotografie , ma presto si fa vivo l'autore del delitto.